# Красовська Людмила Олександрівна
Красовська Людмила Олександрівна (нар. 21 серпня 1949, Коркіно Челябінська обл., РФ) — співачка (сопрано), педагог, доцент (2007), Заслужена артистка України (2001), викладач кафедри естрадного та народного співу Харківської державної академії культури.

## Біографія
У 1976 році закінчила Уфимський інститут мистецтв (Башкортостан, РФ, клас Л. Менабені). Концертно-виконавська творчість Л. Красовської розпочалася в Челябінському театрі опери та балету, а також обласній філармонії. У1978 році співачка долучилася до музично-художнього процесу на Харківщині. Її мистецька діяльність у сфері академічного вокального виконавства в Харкові майже чверть століття (1978—2002) була пов'язана з Харківською обласною філармонією, у якій співачка виступала з сольними програмами, а також брала участь у концертах органної музики. У ці ж часи (1980—1982) Л. Красовська співала на оперній сцені Харківського театру опери та балету імені М. Лисенка. Вокально-виконавський концертний репертуар Л. Красовської формували різножанрові твори українських та зарубіжних композиторів, насамперед арії з опер та сольні епізоди з оперет (Адель з «Летючої Миші»). Співачка виконувала на оперній сцені провідні жіночі партії із творів Дж. Верді (опер «Риголетто» і «Травіата»), М. Римського-Корсакова (партія Марфи з опери «Царева наречена»); італійських арій Д. Каччіні, вокальних творів Р. М. Глієра, Ф. Пуленка, С. Рахманінова, що багаторазово звучали у різноманітних концертних програмах в залі органної і камерної музики Харківської обласної філармонії. Виконувала романси А. Кос-Анатальського, І. Шамо в масштабній сольній програмі «Співуча Україна». У 2001 році отримала почесне звання Заслужена артистка України.
Від 2002 викладає у Харківській державній академії культури. З 2006 року ― доцент кафедри естрадного співу, з 2017 року ― доцент кафедри естрадного та народного співу. Викладає навчальні дисципліни: «Вокал», «Вокальний ансамбль». За роки роботи підготувала переможців фестивально-конкурсних заходів: Тетяна Власенко (лауреатка Міжнародного фестивалю-конкурсу «Морський коник» Скадовськ, 2006 рік), Панга Марія (Гран-Прі Всеукраїнського фестивалю-конкурсу «Осінні мелодії-2017»), Клик Богдан (лауреат ІІ ст. Всеукраїнського фестивалю-конкурсу «Осінні мелодії-2017»), Пушкіна Анастасія (лауреат ІІІ ст. Всеукраїнського фестивалю-конкурсу «Осінні мелодії-2017»), Дін Боюй (лауреат І ступеню Міжнародного фестивалю «DanceSongFest 2017»). Серед численних випускників вокально-педагогічного класу Л. Красовської відомі в Україні за її межами виконавці: Тетяна VLASNA (Власенко) — українська співачка, композиторка-піснярка, викладачка естрадного вокалу, педагогиня, музична керівниця, сценаристка, організаторка масових культурних заходів, естрадна режисерка-постановниця, лауреатка обласних і міжнародних мистецьких конкурсів; переможниця багатьох міжнародних та всеукраїнських вокальних (зокрема джазових) конкурсів О. Л. Красовської — Заслужена артистка України Н. Шкурко та Заслужений діяч естрадного мистецтва України Н. Погрібна. Випускники Л. Красовської виступають у сольних і колективних проєктах, беруть участь в міжнародних музично-сценічних постановках, зокрема мюзиклах. Так, лауреат міжнародних конкурсів (ім. К. Шульженко, ім. В. Івасюка) О. Соболева стала солісткою мюзиклу «Вар'єте» (Лондон, Великобританія). Провідні сольні партії у музичних виставах («Chicago», «Burlesque» тощо) були доручені іншій випускниці Людмили Олександрівни і колишній студентці Харківської державної академії культури — А. Буваліній. Вихованці стають солістами оновлених складів естрадно-вокальних колективів в Україні та за кордоном. Зокрема В. Єгоров — гурту «Синя птиця», В. Галаган — ансамблю «Фрістайл». Продовжують вокальні традиції і набутий творчий досвід Л. Красовської-викладача її студенти і в західноєвропейських країнах. Нині працює у Німеччині співачка-харків'янка, кандидат мистецтвознавства Г. Шехтман, дисертація якої присвячена проблемам вокального мистецтва.
У 2018 році Л. О. Красовська започаткувала Міжнародний конкурс сучасного мистецтва «Art-Prima Fest», лауреатами якого стали студенти академії.
Л. О. Красовська працювала у складі організаційного комітету Національного фестивалю-конкурсу «Звездопад-2017» (Харків). Входила у склад журі багатожанрового фестивалю-конкурсу мистецтв «DanceSongFest 2016».

## Основні праці
- Красовська Л. О. До питання про співацьке дихання / Л. О. Красовська // Культура України. — Харків : ХДАК, 2005. — Вип. 15 : Мистецтвознавство. Філософія. — С. 239—247.
- Красовська Л. О. Музична виразність у вокальних творах / Л. О. Красовська // Вісн. Харків. держ. акад. дизайну і мистец. [Сер.]. Мистецтвознавство: [зб. наук. пр.]. — Харків, 2011. — № 1. — С. 193—195.
- Красовська Л. О. Сучасний вокал : методи навчання в різних жанрах музичного мистецтва / Л. О. Красовська // Культура України. Серія: Мистецтвознавство : зб. наук. пр. / М-во культури України, Харків. держ. акад. культури ; [редкол.: В. М. Шейко (відп. ред.) та ін.] ; за заг. ред. В. М. Шейка. — Харків : ХДАК, 2016. — Вип. 53. — С. 100—106.
- Красовська Л. О. Про пластику та постановку номера естрадного співака / Л. О. Красовська // Культура України. Серія: Мистецтвознавство : зб. наук. пр. / М-во культури України, Харків. держ. акад. культури ; [редкол.: В. М. Шейко (відп. ред.) та ін.] ; за заг. ред. В. М. Шейка. — Харків : ХДАК, 2018. — Вип. 61. — С. 149—156.
- Красовська Л. Основні питання в навчанні естрадного співака / Л. Красовська // Культура та інформаційне суспільство ХХІ століття. У 2 ч / М-во освіти і науки України, Ін-т модернізації змісту освіти, М-во культури та інформ. політики України, Харків. держ. акад. культури, Наук. т-во студентів, аспірантів, докторантів та молодих учених ХДАК, Нац. акад. мистецтв України ; [редкол.: Н. О. Рябуха та ін.]: матеріали міжнар. наук.-теорет. конф. молодих учених, 20-21 квіт. 2023 р. — Харків : ХДАК, 2023. — Ч. 1. — С. 297—298.
- Красовська Л. О. Основні питання виразності у вокальних творах / Л. О. Красовська // Information and its impact on social processes : Abstr. of XIII Intern. Sci. and Practical Conf., Florence, Italy, (April 03 — 05, 2023). — Florence, 2023. — С. 32–34.
- Красовська Л. О. Постановка голосу естрадного співака / Л. О. Красовська // Сімдесят треті економіко-правові дискусії. Серія: Соціальні та гуманітарні науки: матеріали Міжнар. мультидисциплінарної наук. інтернет-конф., 22-23 берез. 2023 р., Україна, Тернопіль — Польща, Переворськ. — Львів, 2023. — C. 152—153.
- Красовська Л. О. Жанр мюзиклу в історичному ракурсі / Л. О. Красовська // Перспективи розвитку сучасної науки та освіти : матеріали VIII Міжнар. наук.-практ. конф., 29–30 берез. 2023 р. — Львів, 2023. — С. 27–28.